# Erling Skjalgsson
Erling Skjalgsson, född 975 (omstritt födelseår), död 1028, var en norsk herse och lendmann som tillhörde en mäktig hövdingaätt på Vestlandet. Erling hade sin huvudgård i Sola på Jæren. Enligt sagorna gifte han sig med kung Olav Tryggvasons syster Astrid. I gengäld stödde han och hans ätt kungen och fick stor betydelse för Olavs maktställning i Norge. Erling ska ha fått allt land mellan Sognefjorden och Lindesnes i förläning. Däremot ska han enligt Snorre ha tackat nej till att bli jarl och nöjde sig med titeln herse som hans fäder. Han nämns även som lendmann, en av de första med den titeln.
Erling Skjalgsson följde med kung Olav på hans härtåg till Pommern, men deltog inte i slaget vid Svolder. Under det så kallade jarlestyret i Norge ska han länge ha hållit sig oavhängig ("Rygjakongen"), men ingick efter Erik Håkonssons Englandsresa förlikning med Sven Håkonsson, och slogs på jarlens sida mot Olav den helige vid Nesjar 1016. Efter nederlaget förlikade sig Erling med kung Olav och behöll sin mäktiga ställning på Vestlandet, nu som kungens lendmann. Trots förlikningen blev aldrig förhållandet till Olav den helige gott, och efter dråpet på Erlings släkting Asbjørn Selsbane blev de personliga fiender. År 1027 ingick Erling allians med kung Knut den store och skickade sina två söner till England. År 1028 blev han överrumplad av kung Olav i Boknafjorden och blev nedhuggen av en av kungens män.
Erling skildras som human mot sina underordnade och trofast mot sina vänner, men stolt och ovillig att böja sig för någon. Hans dotter Ragnhild (eller Astrid) blev gift med Torberg Arnesson, deras dotter Tora var mor till Olav Kyrre. Erling blev därmed stamfar till de senare norska kungarna. Genom dottern Geirtrud, gift med Torbergs bror Arne, blev han stamfar till Bjarköätten. Ättens manssida, genom sonen Aslak och hans efterkommande, levde som mäktiga hövdingar på Sola i över 100 år efter Erling Skjalgssons död.